# Lej Nair (Llac Negre)

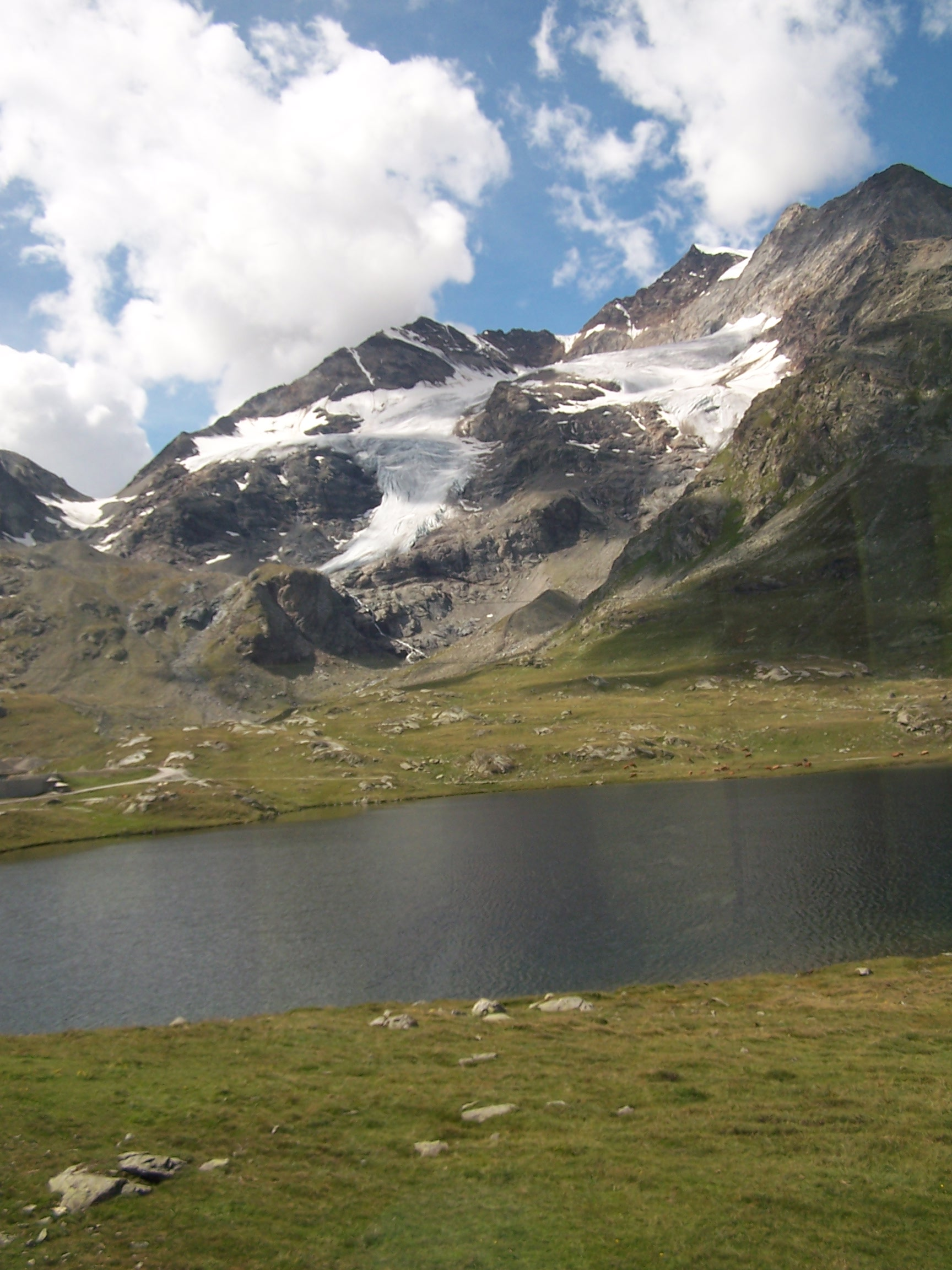
Lej Nair, Suïssa

Lej Nair (literalment "llac negre" en romanx) és un petit llac al coll de Bernina al cantó dels Grisons, Suïssa. Es troba prop del cim del coll, entre Llac Bianco ("llac blanc") i Lej Pitschen ("llac petit"). Mentre que el Lago Bianco desguassa al mar Adriàtic, Lej Nair i Lej Pitschen formen part de la conca del riu Inn que desemboca al mar Negre via el Danubi.